# Maarten Tromp
Maarten Harpertszoon Tromp (født 23. april 1598, død 10. august 1653) var en hollandsk admiral, far til Cornelis Tromp.
Tromp kom til søs allerede som dreng, i kampen mod spanierne udmærkede han sig så meget, at han allerede 1639 var blevet admiral; samme år sejrede han to gange over den spanske flåde, uagtet den var hans overlegen. I krigen mod englænderne 1652—54 kæmpede han mod den berømte admiral Blake med vekslende held, men et stort søslag 1652 tabte han og blev derfor afløst af Ruijter. Snart efter fik Tromp dog atter kommandoen, slog igen englænderne og forfulgte dem op ad Themsen; som tegn på, hvor fuldstændig han havde fejet sine modstandere ud af Nordsøen, førte han derefter en kost på mastetoppen. Dette var dog en for tidlig hoveren. Vel havde han 1653 først overtaget over Blake, der blev hårdt såret, men 7. august blev han i Hoofden ud for Scheweningen ganske omringet af sine fjender, hans flåde blev slået, og Tromp selv dødelig såret.